# Comuna Rozdol, Mîhailivka
Rozdol (în ucraineană Роздол) este o comună în raionul Mîhailivka, regiunea Zaporijjea, Ucraina, formată din satele Abrîkosivka, Kavunivka, Nove Pole, Rozdol (reședința), Șevcenka, Trudovîk, Vînohradivka, Vîșnivka și Zavitne.

## Demografie
Componența lingvistică a comunei Rozdol
     Ucraineană (88,81%)
     Rusă (9,27%)
     Alte limbi (1,92%)
Conform recensământului din 2001, majoritatea populației comunei Rozdol era vorbitoare de ucraineană (88,81%), existând în minoritate și vorbitori de rusă (9,27%).